# Bá quốc Valentinois

Huy hiệu của Bá tước xứ Valentinois

Bá tước Valentinois nguyên là quan phụ trách vùng (hạt) chung quanh Valence (Valentia thuộc La Mã). Nó phát triển thành một tước hiệu quý tộc cha truyền con nối, vẫn biểu thị quyền kiểm soát của Valentinois và thường là của Diois. Tước hiệu sau này trở thành Công tước xứ Valentinois.

## Bá tước xứ Valentinois
Bá quốc Valence (Valentinois) là một thái ấp của Đế chế La Mã Thần thánh, lần đầu tiên được nắm giữ bởi Odilon, một bá tước ở Valence.

### Gia tộc Odilon
- 886-887: Odilon[1]
- 879–912: Adalelm
- 912–943: Boson (Boso)
- 943–960: Geilin I
- 950-???: Gonthar (Nhà Poitiers).
- 961-1011: The title was dormant.
- 1011–???: Lambert
- 1037–???: Adémar, Comes Valentinensis, xung đột với gia đình Albon.
- 1058–???: Geilin II[2]